# Stawiam na Tolka Banana (serial telewizyjny)
Stawiam na Tolka Banana – polski 7-odcinkowy, czarno-biały serial telewizyjny z 1973 r. w reżyserii Stanisława Jędryki, nakręcony na podstawie powieści młodzieżowej pod tym samym tytułem autorstwa Adama Bahdaja z 1966 r. Opowiada o grupce tzw. trudnej młodzieży mieszkającej w Warszawie; na grupę pozytywny wpływ ma romantyczna postać Tolka Banana.
W 1995 r. Stanisław Jędryka nakręcił film dokumentalny Tolek Banan i inni z udziałem aktorów głównych ról serialu.

## Emisja
Serial po raz pierwszy był emitowany w czwartkowym popołudniowym programie dla młodzieży Ekran z bratkiem i spotkał się z tak wielkim aplauzem młodej widowni, że redakcja zasypana listami od widzów zdecydowała się bezpośrednio po emisji serialu wyemitować go ponownie.

## Czołówka
Z czołówki filmu pochodzi piosenka skomponowana przez Jerzego Matuszkiewicza do słów Adama Bahdaja pt. „Ballada o Tolku Bananie”, która stała się później hitem śpiewanym na prywatkach, rajdach turystycznych (grana również przez Wilki i Strachy na Lachy) itp.

## Lista odcinków
| N° | Tytuł    |
| --- | -------- |
| 1 | Klondike |
| Julek, chłopak z tzw. dobrego domu, ale zaniedbywany przez rodziców przyłącza się do młodzieżowej bandy, której szefem jest Karioka. |          |
| 2 | Karioka  |
| W bandzie Karioki następuje rozłam. Pojawia się tajemniczy Tolek Banan, za którym idzie sława uciekiniera z poprawczaka. Chłopcy z paczki ulegają mitowi „twardego faceta”. W pierwszej rozgrywce o to, kto będzie szefem gangu, opowiadają się po stronie Tolka. Karioka jest dotknięta i rozgoryczona. Dowiaduje się przypadkiem, że realizatorzy poszukują kandydatki do roli w filmie. Razem z koleżanką zgłaszają się do wytwórni. |          |
| 3 | Julek    |
| Chłopcy dostają od Tolka zadanie do wykonania. W trakcie „akcji” zaczepia ich milicja. Tolek Banan na skutek nieopatrznych słów Julka zostaje aresztowany. „Szajka” uznaje Julka za zdrajcę. Chłopak nie może się z tym pogodzić. Tymczasem wieczorem Tolek zjawia się w domu Julka. Potrzebuje pomocy. Musi gdzieś bezpiecznie przenocować. Julek znajduje mu kryjówkę.                                                                |          |
| 4 | Cegiełka |
| Gang Tolka Banana rozpoczyna akcję poszukiwania skarbu. Zanim uda im się odnaleźć to, czego szukali, chłopcy muszą przekopać sporą połać ziemi. Cenne znalezisko chowają na strychu u Cegiełki. |          |
| 5 | Cygan    |
| Tolek Banan zleca chłopcom następne zadanie. Mają rozpoznać teren wokół i – jeśli się uda – wewnątrz starego, opuszczonego domu. Po wyjeździe właściciela została w nim samotna, niedołężna osoba. Budynek jest zdewastowany, ale po przeprowadzeniu generalnych porządków świetnie nadawałby się na melinę gangu. |          |
| 6 | Filipek  |
| Potrącony przez samochód Cygan trafia do szpitala. Tolek Banan ze swoim gangiem rozpoczyna żmudne poszukiwania kierowcy niebieskiego volkswagena, który spowodował wypadek. Kilka tropów prowadzi chłopców na manowce. Przypadkiem dowiadują się o kradzieży samochodu tej marki spod domu lekarza dentysty. |          |
| 7 | Tolek    |
| Karioka i Julek z gangu Tolka Banana wybierają się z wizytą do stomatologa, by sprawdzić na miejscu, czy to własnie niebieski volkswagen zaparkowany przed domem dentysty potrącił ich kolegę – Cygana. Nowe poszlaki utwierdzają ich w przekonaniu, że tym razem trafili na właściwy ślad. Tolek Banan przyznaje, że jest harcerzem i że naprawdę nazywa się Szymek Krusz.                                                             |          |

## Obsada
| - Filip Łobodziński – Julek Seratowicz - Agata Siecińska – Krysia „Karioka” (dubbing Joanna Jędryka) - Henryk Gołębiewski – Bolek Pabisz „Cegiełka” - Sergiusz Lach – Filipek - Jacek Zejdler – Szymek Krusz „Tolek Banan” (dubbing Andrzej Seweryn) - Andrzej Kowalewicz – Janek „Cygan” - Barbara Sołtysik – milicjantka - Adam Perzyk – pan Franio - Teofila Koronkiewicz – pani Tecia - Lidia Korsakówna – matka „Cegiełki” - Teresa Lipowska – kurator Turska - Teresa Szmigielówna – matka Julka - Józef Nowak – pan Edzio - Jadwiga Chojnacka – gosposia Klara - Anna Ciepielewska – matka „Karioki” - Zofia Czerwińska – dama z pieskiem „Faraonem” - Damian Damięcki – kapral na przepustce - Aleksandra Leszczyńska – starsza pani w Parku Skaryszewskim - Zdzisław Maklakiewicz – paser „Aksamitny Heniek” - Ludwik Pak – Mundek Pabisz, ojciec „Cegiełki” - Krzysztof Stroiński – Tomek „Żeglarz” - Wojciech Brzozowicz – zaczepiający Tomka w kawiarni - Stefan Friedmann – zaczepiający Tomka w kawiarni - Jan Himilsbach – zaczepiający Tomka w kawiarni - Krystyna Borowicz – Dulakowa, matka „Filipka” |  | - Barbara Karska – Ewa - Bohdana Majda – sprzedawczyni czosnku na bazarze - Jolanta Zykun – pielęgniarka - Władysław Hańcza – „Fater” - Roman Wilhelmi – Wacek - Gustaw Lutkiewicz – dentysta Marian Szaszkiewicz - Jolanta Bohdal – asystentka dentysty - Zofia Jamry – paniusia u dentysty - Krzysztof Kowalewski – tajniak - Jerzy Karaszkiewicz – członek szajki „filmowców” - Bohdan Łazuka – operator, członek szajki „filmowców” - Tadeusz Pluciński – reżyser, członek szajki „filmowców” - Joanna Duchnowska – Baśka, przyjaciółka Karioki - Arkadiusz Bazak – milicjant w cywilu - Juliusz Kalinowski – starszy pan w Parku Skaryszewskim - Zbigniew Skowroński – Feluś, znajomy „Aksamitnego Heńka” - Jarosław Skulski – mężczyzna w cyklistówce pijący wódkę z Pabiszem pod mostem - Bolesław Płotnicki – pan Tadkiewicz, mieszkaniec domu na ul. Zielonej - Zygmunt Kęstowicz – Sulka, właściciel warsztatu samochodowego - Włodzimierz Nowak – Antoś, sprawca wypadku - Andrzej Dobosz – pacjent u dentysty |